# Herb Adżarii
Herb Adżarii (gruz. აჭარის ავტონომიური რესპუბლიკის გერბი) – wraz z flagą oficjalny symbol Adżarskiej Republiki Autonomicznej, ustanowiony w 2008, kiedy to przyjęto nową konstytucję republiki.

Herb obwodu batumskiego

## Wygląd i symbolika
Herb przedstawia na tarczy typu francuskiego nowoczesnego, dzielonej linią falistą w pas na dwie części: górną zieloną i dolną błękitną, w polu górnym złotą twierdzę z czterema wieżami, murami zwieńczonymi blankami oraz z bramą (nawiązanie do twierdzy Gonio), natomiast w polu dolnym trzy złote okręgi, ustawione w odwrócony trójkąt (imitujące bizantyjskie monety). W centralnej części umieszczono czerwoną tarczę z wizerunkiem św. Jerzego, patrona Gruzji.
Podczas prac nad herbem inspirowano się herbem obwodu batumskiego z 1881, natomiast nawiązania do heraldyki gruzińskiej są związane z dążeniami władz centralnych do ściślejszej integracji Adżarii z Gruzją. 